# Perro dogo mallorquín
För andra betydelser, se Dogg.
Perro dogo mallorquin (även ca de bou), är en hundras av molossertyp från Balearerna i Spanien. Rasen har sitt ursprung i mastiffer och doggar från Iberiska halvön.

## Historia
Efter att Storbritannien erhöll Menorca vid  freden i Utrecht 1713 förde britterna med sig egna bulldoggar för de populära tjurhetsningarna och hundhetsningarna som introducerades av britterna. Britternas doggar korsades med de lokala. Det katalanska namnet Ca de bou betyder helt enkelt tjurhund, d.v.s. bulldogg. 1883 förbjöds tjurhetsningar i Spanien. Mallorcanerna började då använda hundarna som vakthundar och till hundkamper som inte förbjöds förrän 1940.
Som ras registrerades perro dogo mallorquin i den spanska stamboken år 1923. 1929 visades den för första gången på hundutställning i Barcelona. Rasstandard skrevs 1931, men i och med spanska inbördeskriget och andra världskriget upphörde den organiserade aveln. De lokala hundarna korsades med bl.a. boxer och ca de bestiar.
Fédération Cynologique Internationale (FCI) godkände rasen först 1961 trots att det på den tiden knappt fanns några rasrena exemplar kvar. Först under 1980-talet påbörjades en restaurering med individer som var lika den gamla standarden. Engelsk bulldogg användes också för konsolideringen.

## Egenskaper
Rasen har ett respektingivande temperament och lämpar sig inte för oerfarna hundägare. Den används framförallt som vakthund och sällskapshund. Mallorcadoggen är vanligtvis gladlynt, läraktig, energisk, modig och självständig och med en hel del vaktinstinkt.
Utomlands används hunden bland annat som skyddshund och polishund.[källa behövs] Det finns även ca de bous som tävlar i lydnad och IPO etc.[källa behövs]

## Utseende
Rasen är en medelstor, kraftfull och rektangulär hund. Den har ett mycket stort kvadratiskt huvud; hos hanhundar skall omkretsen överstiga mankhöjden.

## Hälsa
Det finns problem med höftledsdysplasi (HD) i rasen, det förekommer även hudproblem och även en del problem med mentaliteten (osäkerhet, rädslor, skygghet etc).